# الأمير الحمار
الأمير الحمار هي قصة قصيرة موجهة للأطفال كتبتها الكاتبة البريطانية أنجيلا كارتر. أما الرسوم التوضيحية فتولّها الرسّام إيروس كيث، وهو الرسام ذاته الذي تولّى الرسوم التوضيحية لكتاب كارتر الآخر الأنسة زي، الفتاة الشابة الغامضة.  أصدرت دار النشر سايمون وشوستر القصة لأول مرة في الولايات المتحدة عام 1970.
تستند القصة إلى الحكاية الخرافية الألمانية الحمار، التي جمعها ونشرها الأخوان غريم. النسخة المصوّرة من القصة لم تعد متوفرة في الأسواق، غير أنّ نص القصة مازالَ منشوراً ضمن كتاب لا تراهن على الأمير، الذي صدر عام 1987، و أعده الباحث جاك زايبس.